# Kolomiițeve Ozero, Horol
Kolomiițeve Ozero (în ucraineană Коломійцеве Озеро) este un sat în comuna Ștompelivka din raionul Horol, regiunea Poltava, Ucraina.

## Demografie
Componența lingvistică a localității Kolomiițeve Ozero
     Ucraineană (100%)
Conform recensământului din 2001, toată populația localității Kolomiițeve Ozero era vorbitoare de ucraineană (100%).